# کارولینا مون (فیلم)
کارولینا مون (به انگلیسی: Carolina Moon) یک فیلم تلویزیونی آمریکایی محصول سال ۲۰۰۷ به کارگردانی استیون تالکین و بازی کلر فورلانی و الیور هادسون می‌باشد. این فیلم،  بر اساس رمان کارولینا مون در سال ۲۰۰۰ توسط نورا رابرتز نوشته شده‌ و در مورد زنی با بینش‌ها و نگرش‌ها روانی است که برای از بین بردن شیاطین خود ، به شهر خود بازمی‌گردد تا خطر عشق را جستجو می‌کند. کارولینا مون بخشی از، مجموعه فیلم‌های تلویزیونی نوشته نورا رابرتز و تهیه کنندگی استفانی ژرمن و استیون تالکین از سال ۲۰۰۷ تا ۲۰۰۹ است که شامل فیلم‌های سقوط فرشتگان، دود آبی و آسمان مونتانا نیز می‌شود. این فیلم در ۱۹ فوریه ۲۰۰۷ از لایف‌تایم پخش شد.

## داستان
توری بودین(کلر فورلانی) هنگامی که تنها ده سال دارد، بهترین دوست خود هوپ را از دست می‌دهد و به قتل می‌رسد. از آن زمان، توری گرفتار رویاهای کابوس‌آمیز هوپ و سایر قربانیان جنایات خشونت‌آمیز شده‌است. سال‌ها بعد او برای باز کردن یک فروشگاه صنایع هنری به شهر قبلی خود بازمی‌گردد. پدر توری، یک فرد متعصب مذهبی بدرفتار و مجرم سابقه دار است. از پدر توری به عنوان مظنون اصلی قتل هوپ یاد می‌شود اما این مسئله هنوز، حل نشده باقی مانده‌است. مادر توری توانمندی کمی در کنترل همسر خود دارد و معتقد است که شوهرش مرد خوبی است و توری به دلیل توانایی‌های ماوراء الطبیعه اش شرور و بد ذات است.
با نزدیک شدن به سالگرد قتل هولناک هوپ، توری تصمیم می‌گیرد با کمک دوستان دوران کودکی اش یعنی پسر عموی خودش وید (چاد ویلت)، خواهر دوقلوی هوپ، فیث (جوزی دیویس) و برادر بزرگتر فیث، کید (الیور هادسون) با شیاطین خود روبرو شود.
مادر هوپ، مارگارت (جکلین بیسیت) سعی می‌کند با پرداخت مبلغ زیادی پول، به توری از دیدار فرزندانش با او ممانعت کند، اما توری این پیشنهاد را نمی‌پذیرد.
فیث، هنوز خاطرات گذشته را که با توری و هوپ داشته‌اند فراموش نکرده و کید که در گذشته علاقه‌مند به توری بوده، متوجه می‌شود که علاقه کودکی اش به توری به پایان نرسیده‌است و فرصت خوبی است تا بیشتر به او نزدیک شود.
ویکتوریا فیث و کید با آغاز تحقیقات شان متوجه می‌شوند که در هر سالگرد مرگ هوپ، زن دیگری به قتل می‌رسد…

## قالب
- کلر فورلانی در نقش توری بودین
- الیور هادسون در نقش کید لاول
- جوزی دیویس در نقش فیث لاول
- جاناتان اسکارف در نقش دوایت کالیر
- چاد ویلت در نقش وید مونی
- جکلین بیسیت در نقش مارگارت لاول
- شون جانستون در نقش هان بودین
- گرگ لاوسون در نقش رئیس پلیس کارل راس
- گابریل کاشا در نقش بودین
- کید فیلیپس در نقش یانگ کید لاول
- تایسون گلیناس در نقش یانگ دوایت کولیر
- کانر رابینسون در نقش یانگ وید مونی

## تولید
فیلم کارولینا مون توسط استفانی ژرمن و پیتر گوبر تهیه شده‌است.
این دو با همکاری هم هفت فیلم دیگر که بر پایه رمان‌های رابرتز می‌باشد را تهیه کرده‌اند،
نورا رابرتز که علاقمند است در نوشته‌های خود بازی کند در این اقتباس سینمایی نیز مانند اکثر آثار فیلمبرداری شده خود ظاهری کوچک در میان فیلم دارد.
مکان اصلی فیلمبرداری این فیلم درشهر کلگری، ایالت آلبرتا انجام شده.

## توزیع
این فیلم تلویزیونی در ایالات متحده آمریکا در ۱۹ فوریه ۲۰۰۷ و در آلمان در ۲ اوت همان سال به نمایش درآمد؛ در همان زمان توسط گروه سینمایی سونی پیکچرز بر روی،
دی وی دی با عنوان«کارولینا مون»  منتشر شد. هنگامی که برای اولین بار این فیلم در شبکه آ.آر. د پخش شد، ۴٫۶ میلیون بیننده فیلم را دیدند که معادل ۱۶٫۴٪ سهم بازار آن زمان بود را به خود اختصاص داد؛ همچنین او دومین برنامه پربیننده آن سال لقب گرفت.

## نقد
مجله TVdirekt در هنگام اکران فیلم نقدهای بسیار جدی را به این فیلم وارد کرد.
منتقد این مجله نوشت:
این فیلم ژانرهای درام خانوادگی، جنایی، عاشقانه و هیجان انگیز را در هم می‌آمیزد. «بسیار سرگرم‌کننده» و «کمی ترسناک» در جاهایی بود، اما «گاهی اوقات کمی بیش از حد گیج کننده».— Teleschau – der Mediendienst، 
مجله TV Spielfilm هم در نقد تند خود به این فیلم نوشت:
«در کنار هم قرار دادن ناجور کلیشه‌ها تقریباً احمقانه‌ترین کار ممکن است.— TV Spielfilm، 